# Matteo Cattini
Matteo Cattini (Mantova, 17 luglio 1984) è un powerlifter italiano specializzato nella pesistica paralimpica.

## Biografia
Nato a Mantova e cresciuto a Motteggiana, subisce l'amputazione della gamba sinistra a seguito di un grave incidente in moto nel 2008. L’anno seguente viene introdotto per la prima volta alla pesistica paralimpica presso la ASD Palestra 5 Anelli di Suzzara.
Nel 2010 inizia a partecipare ai campionati nazionali dove si aggiudica fin da subito il titolo di campione italiano, che conferma ininterrottamente gli anni successivi fino al 2016 e poi nuovamente nel 2018 e nel 2019.
Nel frattempo arrivano le prime convocazioni con la nazionale e nel 2012 partecipa alla prima gara internazionale della storia della pesistica paralimpica italiana a Cardiff, dove ottiene la medaglia di bronzo. Nel 2014 prende parte ai mondiali a Dubai e nello stesso anno vince la medaglia di bronzo alla Coppa del Mondo di Eger. Nel 2015 vince la prima edizione della Coppa Italia di pesistica paralimpica e prosegue le sue partecipazioni in gare all’estero.
L’anno dopo, a pochi giorni dall’evento, riceve la convocazione ufficiale per partecipare alle Paralimpiadi di Rio 2016 nella categoria -65 kg. A seguito della trasferta brasiliana, viene nominato capitano della squadra italiana di pesistica paralimpica. A luglio del 2019, il Comitato Italiano Paralimpico lo nomina ambasciatore dello sport paralimpico. Al 2020 risulta nel ranking di qualificazione per le Paralimpiadi di Tokyo 2020 nella categoria -80 kg. Dopo la mancata qualificazione ai Giochi Paralimpici di Tokyo 2020 a causa di un infortunio, continua a gareggiare nella -72 kg ottenendo a settembre 2022 due medaglie d'argento nel totale agli Europei disputati a Tbilisi, Georgia. 

## Record nazionali
Cat. -65 kg - 146 kg - Coppa Italia di Para Powerlifting Sala Baganza (PR) 22/05/2016
Cat. -72 kg - 166 kg - 2022 Para Powerlifting European Championships Tbilisi (GEO) 28/09/2022
Cat. -80 kg - 173 kg - 2020 Para Powerlifting Nigeria World Cup Abuja (NIG) 06/02/2020

## Palmarès
| Anno | Luogo                       | Evento                                                      | Cat.    | Risultato | Prestazione |
| ---- | --------------------------- | ----------------------------------------------------------- | ------- | --------- | ----------- |
| 2010 | Lingnano Sabbiadoro - ITA   | Finale Nazionale Criterium di Distensione su Panca Maschile | - 69 kg | 1^        | 118 kg      |
| 2011 | Cefalù - ITA                | Criterium Nazionale di Pesistica Paralimpica                | - 72 kg | 1^        | 128 kg      |
| 2012 | Cardiff - UK                | UK Invitational Powerlifting Championships                  | - 72 kg | 3^        | 120 kg      |
| 2012 | Città di Castello - ITA     | Criterium Nazionale Maschile di Pesistica Paralimpica       | - 85 kg | 1^        | 128 kg      |
| 2013 | Vedano Olona - ITA          | Assoluti di Distensione su Panca Paralimpica                | - 85 kg | 1^        | 135 kg      |
| 2014 | Eger - HUN                  | IPC Powerlifting Hungarian Open Championships               | - 72 kg | 3^        | 125 kg      |
| 2014 | Villagrazia di Carini - ITA | Campionati Italiani di Pesistica Paralimpica                | - 69 kg | 1^        | 128 kg      |
| 2015 | Parma - ITA                 | 1° Coppa Italia Paralimpica                                 | - 65 kg | 1^        | 127 kg      |
| 2015 | Vedano Olona - ITA          | Campionati Italiani di Pesistica Paralimpica                | - 65 kg | 1^        | 137 kg      |
| 2016 | Sala Baganza - ITA          | 2° Coppa Italia Paralimpica                                 | - 65 kg | 1^        | 146 kg      |
| 2016 | Firenze - ITA               | Campionato Italiano di Pesistica Paralimpica                | - 65 kg | 1^        | 145 kg      |
| 2016 | Wroclaw - POL               | The Silver Bar                                              | - 72 kg | 1^        | 144 kg      |
| 2017 | Olgiate Comasco - ITA       | 3° Coppa Italia di Para Powerlifting                        | - 72 kg | 1^        | 145 kg      |
| 2017 | Eger - HUG                  | Eger World Cup                                              | - 72 kg | 2^        | 150 kg      |
| 2017 | Genzano Romano - ITA        | Campionati Italiani di Para Powerlifting                    | - 72 kg | 1^        | 152 kg      |
| 2018 | Olgiate Comasco - ITA       | 4° Coppa Italia di Para Powerlifting                        | - 72 kg | 1^        | 148 kg      |
| 2018 | Augusta - ITA               | Campionati Italiani di Para Powerlifting                    | - 72 kg | 1^        | 152 kg      |
| 2019 | Fiorenzuola D'Arda - ITA    | 5° Coppa Italia di Para Powerlifting                        | - 80 kg | 1^        | 155 kg      |
| 2019 | Grottaglie - ITA            | Campionati Italiani di Para Powerlifting                    | - 80 kg | 1^        | 166 kg      |
| 2021 | Roma - ITA                  | Campionati Italiani di Para Powerlifting                    | - 80 kg | 2^        | 156 kg      |
| 2021 | Roma - ITA                  | 6° Coppa Italia di Para Powerlifting                        | - 72 kg | 1^        | 153 kg      |
| 2022 | Roma - ITA                  | 7° Coppa Italia di Para Powerlifting                        | - 72 kg | 1^        | 150 kg      |
| 2022 | Roma - ITA                  | 1° Trofeo Open di Para Powerlifting                         | - 72 kg | 1^        | 147 kg      |
| 2022 | Tbilisi - GEO               | European Championships (Total)                              | - 72 kg | 2^        | 166 kg      |
| 2022 | Tbilisi - GEO               | European Open Championships (Total)                         | - 72 kg | 2^        | 166 kg      |
| 2022 | Roma - ITA                  | Campionati Italiani di Para Powerlifting                    | - 72 kg | 1^        | 160 kg      |

## Altre competizioni internazionali
• 2014 Dubai (World Championships), 14º classificato
• 2015 Almaty (Asian open Championships), 6º classificato
• 2015 Eger (European open Championships), 10º classificato classifica open, 7º classificato classifica Europea
• 2016 Kuala Lumpur (World Cup), 9º classificato.
• 2016 XV Giochi paralimpici estivi, qualificazioni
• 2017 Dubai (World Cup), 5º classificato
• 2017 Mexico City (World Championship), 13º classificato
• 2018 Dubai (World Cup), 7º classificato
• 2018 Berck Sur Mer (European Open Championship), 4º classificato
• 2018 Kitakyushu (Asia-Oceania Open Championship), 12º classificato
• 2019 Dubai (World Cup), 7º classificato
• 2019 Eger (World Cup), 5º classificato
• 2019 Nur Sultan (World Championship), 23º classificato
• 2019 Tokyo (Ready Steady Tokyo 2020 Test Event), 4º classificato,  170 kg
• 2020 Abuja World Cup (Road to Tokyo 2020), 5º classificato, 172 kg
• 2020 Manchester World Cup (Road to Tokyo 2020), fuori gara
• 2021 Manchester World Cup , 4º classificato
• 2021 Dubai World Cup, 13º classificato
• 2021 Tbilisi World Championships , 15º classificato
• 2022 Tbilisi (European Open Championship), Individuale 4º classificato (European & Open), Totale 2ºclassificato (European & Open)